# Judham (tribu)
Els Judham (àrab: جذام, Juḏām) fou una tribu àrab dels temps dels omeies, d'origen iemenita.
Es van oposar a Mahoma, i foren necessàries algunes expedicions perquè es convertissin a l'islam. Foren aliats de l'emperador Heracli, per la qual cosa van combatre a Yarmuk contra els musulmans (636). Després de la seva conversió, van participar en la conquesta de Síria i foren la part essencial del jund de Palestina. Juntament amb els Kalb formaren el partit iemenita dins les lluites internes a Síria.